# NK Odranci
Nogometni klub Odranci (tiếng Việt: Câu lạc bộ bóng đá Odranci), thường hay gọi NK Odranci hoặc đơn giản Odranci, là một câu lạc bộ bóng đá Slovenia thi đấu ở thị trấn Odranci. Câu lạc bộ được thành lập năm 1973.

## Danh hiệu
- Giải bóng đá hạng ba quốc gia Slovenia: 2

2010–11, 2014–15
- Giải bóng đá hạng tư quốc gia Slovenia: 2

2004–05, 2005–06